# Ostrowiec (stacja kolejowa)
Ostrowiec – nieistniejąca już stacja kolejowa w Ostrowcu, w powiecie wałeckim, w województwie zachodniopomorskim